# Collegio uninominale Lombardia 1 - 06 (2020)
Il collegio elettorale uninominale Lombardia 1 - 06 è un collegio elettorale uninominale della Repubblica Italiana per l'elezione della Camera dei deputati.

## Territorio
Come previsto dalla legge n. 51 del 27 maggio 2019, il collegio è stato definito tramite decreto legislativo all'interno della circoscrizione Lombardia 1.
È formato dal territorio di 17 comuni della città metropolitana di Milano: Arese, Baranzate, Bollate, Bresso, Cesate, Cinisello Balsamo, Cormano, Cusano Milanino, Garbagnate Milanese, Lainate, Novate Milanese, Paderno Dugnano, Pero, Rho, Senago, Sesto San Giovanni e Solaro.
Il collegio è parte del collegio plurinominale Lombardia 1 - 02.

## Eletti
| Elezione | Elezione | Deputato     | Partito           |
| -------- | -------- | ------------ | ----------------- |
|          | 2022     | Marco Osnato | Fratelli d'Italia |

## Dati elettorali

### XIX legislatura
Come previsto dalla legge elettorale, 147 deputati sono eletti con sistema a maggioranza relativa in altrettanti collegi uninominali a turno unico.
| Candidati                                 | Candidati              | Voti    | %     | Liste                          | Voti    | %     |
| ----------------------------------------- | ---------------------- | ------- | ----- | ------------------------------ | ------- | ----- |
|                                           | Marco Osnato ✔️ Eletto | 111 476 | 43,68 | Fratelli d'Italia              | 62 323  | 24,42 |
| Lega per Salvini Premier                  | Marco Osnato ✔️ Eletto | 111 476 | 43,68 | 28 387                         | 11,12   |       |
| Forza Italia                              | Marco Osnato ✔️ Eletto | 111 476 | 43,68 | 18 712                         | 7,33    |       |
| Noi moderati/Lupi - Toti - Brugnaro - UDC | Marco Osnato ✔️ Eletto | 111 476 | 43,68 | 2 054                          | 0,80    |       |
|                                           | Matteo Mangili         | 78 744  | 30,86 | Partito Democratico-IDP        | 56 060  | 21,97 |
| Alleanza Verdi e Sinistra                 | Matteo Mangili         | 78 744  | 30,86 | 11 284                         | 4,42    |       |
| +Europa                                   | Matteo Mangili         | 78 744  | 30,86 | 9 870                          | 3,87    |       |
| Impegno Civico - Centro Democratico       | Matteo Mangili         | 78 744  | 30,86 | 1 530                          | 0,60    |       |
|                                           | Daniele Tromboni       | 27 941  | 10,95 | Movimento 5 Stelle             | 27 941  | 10,95 |
|                                           | Emanuele De Carolis    | 23 725  | 9,30  | Azione - Italia Viva - Calenda | 23 725  | 9,30  |
|                                           | Adalberto Motta        | 4 994   | 1,96  | Italexit                       | 4 994   | 1,96  |
|                                           | Felisa Alvear Pineda   | 3 364   | 1,32  | Unione Popolare                | 3 364   | 1,32  |
|                                           | Massimo Leoni          | 3 054   | 1,20  | Italia Sovrana e Popolare      | 3 054   | 1,20  |
|                                           | Alberto Libutti        | 1 664   | 0,65  | Vita                           | 1 664   | 0,65  |
|                                           | Virgilio Maretto       | 244     | 0,10  | Noi di Centro – Europeisti     | 244     | 0,10  |
| Totale                                    | Totale                 | 255 206 | 100   |                                | 255 206 | 100   |
|                                           |                        |         |       |                                |         |       |
| Schede bianche                            | Schede bianche         | 2 820   | 1,07  |                                |         |       |
| Schede nulle                              | Schede nulle           | 6 542   | 2,47  |                                |         |       |
| Votanti                                   | Votanti                | 264 568 | 68,34 |                                |         |       |
| Elettori                                  | Elettori               | 387 120 |       |                                |         |       |